# Háztartás
A háztartás azoknak a személyeknek az összessége, akik függetlenül bármilyen rokoni viszonyoktól (kapcsolatoktól), egy jövedelmi, illetve egy fogyasztói közösséget alkotnak és az életviteli költségeiket folyamatosan részben vagy egészben közösen viselik. A háztartás fogalma tehát nem azonos a család fogalmával, mivel előbbi inkább gazdasági kötődés, utóbbi inkább jogi.

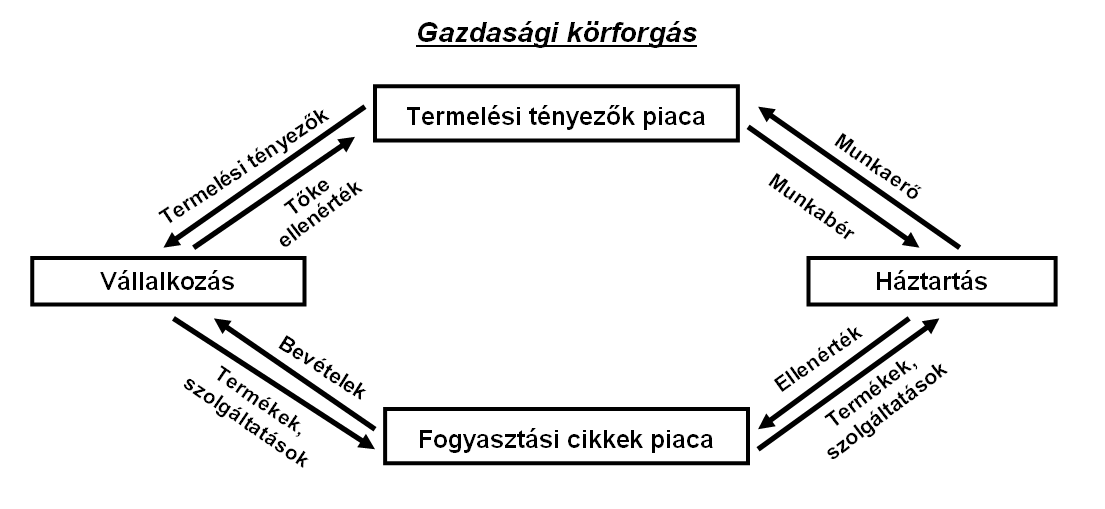
A háztartás szerepe a gazdasági körfogásban

Többnyire egy család képez egy háztartást, a leggyakoribb modellek az egy-két szülős egy-több gyermekkel, vagy házaspár gyermek nélkül. Háztartást alkothatnak oldalági, le- vagy felmenő ági rokoni kapcsolatban lévő személyek is ugyanúgy, mintha két barátnő költözik össze, mivel egyedül gazdálkodnak.
Magyarországon jellemző még a kétcsaládos háztartás is, ahol például idős házaspár van a házas gyermekének családjával közös háztartásban. (Család ebben az esetben a szűk család: szülő(k), gyermek(ek).)
A statisztika külön háztartásnak tekinti még az ideiglenesen távol élőket, diákokat, munka miatt távol élőket, ők vagy hozzájárulást kapnak a megfigyelt háztartástól, vagy támogatást adnak haza.